# Elektroizolační páska

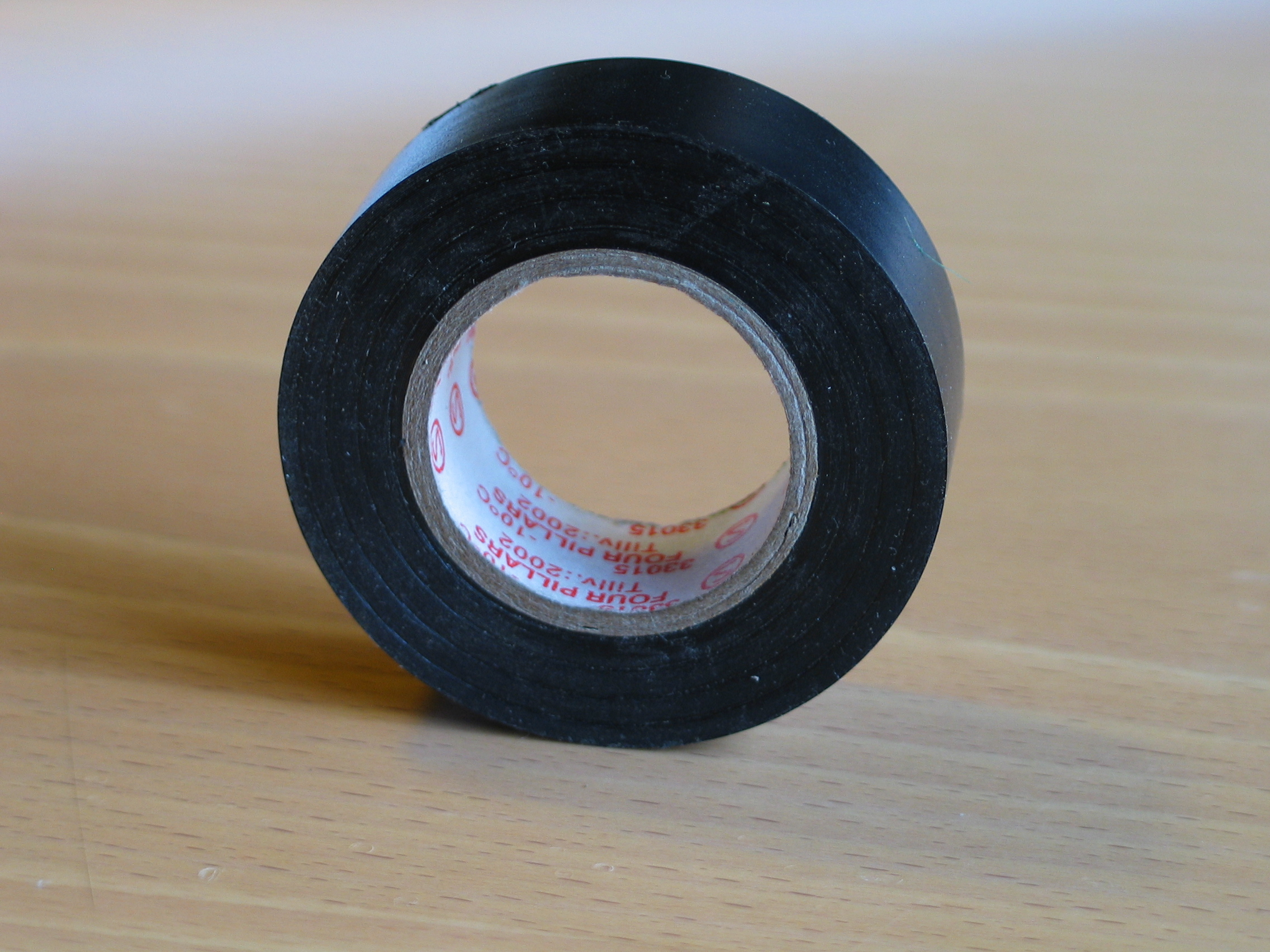
Černá izolační páska

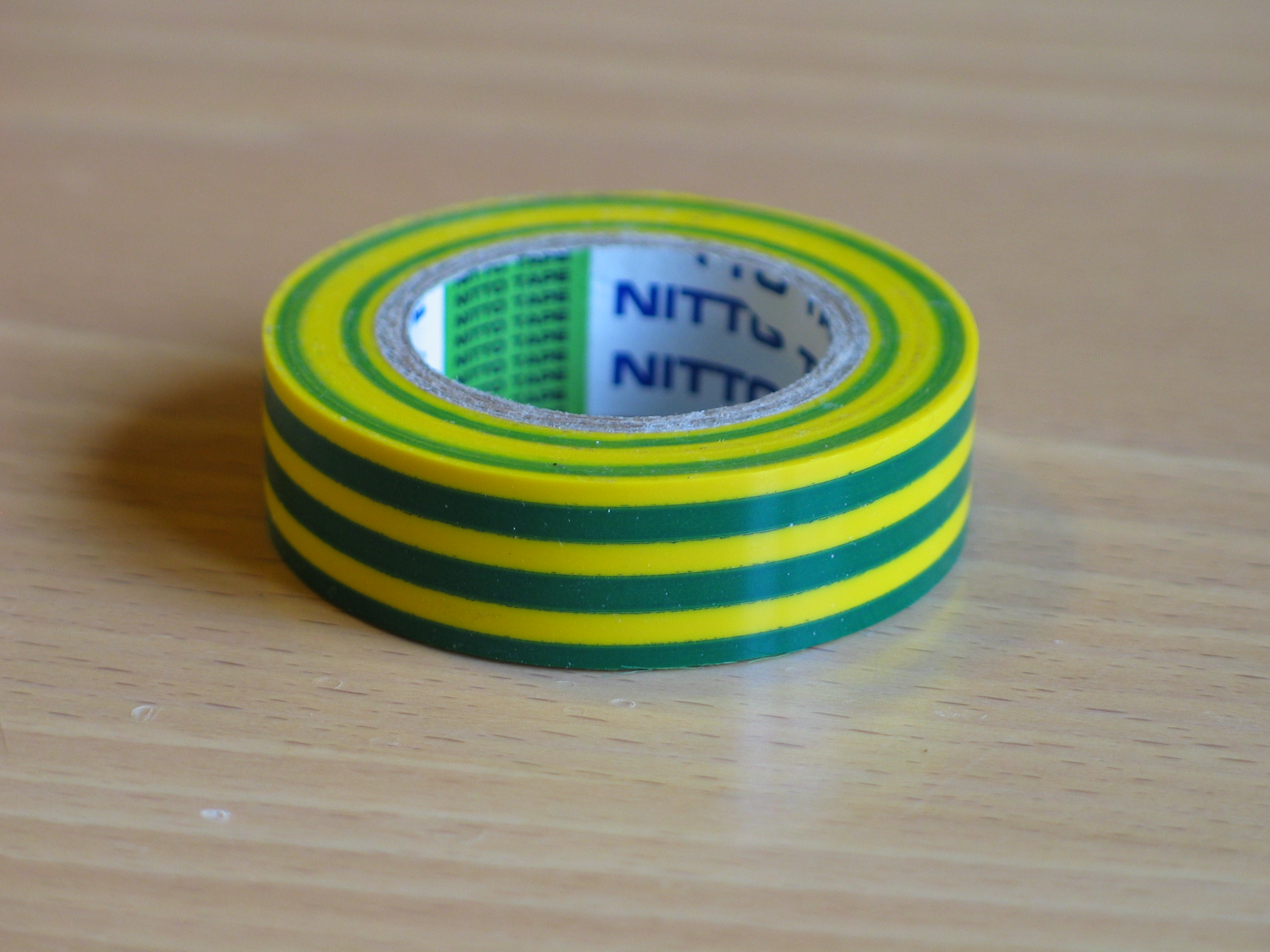
Obarvená žlutozelená izolační páska (znamená uzemnění)

Elektroizolační páska je druh izolepy, kterým se opravují porušené elektrické kabely. Obvykle bývá vyrobena z plastu.